# فورمنترا
فورمنترا (به اسپانیایی: Formentera) یک جزیره در اسپانیا است که در دریای مدیترانه واقع شده‌است.

## خصوصیات
فورمنترا ۸۳٫۲۴ کیلومترمربع مساحت و ۱۰٬۷۵۷ نفر جمعیت دارد و ۱۱۹ متر بالاتر از سطح دریا واقع شده‌است.